# كيث هاربر
كيث هاربر (بالإنجليزية: Keith Harper)‏ هو دبلوماسي ومحامي أمريكي، ولد في 1965.